# Caça à baleia na Paraíba

Mapa mundial dos membros (em azul) e não membros (cinza) da Comissão Baleeira Internacional.

A caça à baleia na Paraíba foi uma atividade com fins lucrativos e de exportação desenvolvida entre 1911 e 1986 no distrito de Costinha, município de Lucena, estado brasileiro da Paraíba.
Embora a caça tenha se iniciado de fato em 1911, quando o então cônsul dos Países Baixos para o Nordeste, Julius von Söhsten, teve a iniciativa de estabelecer uma base terreste em costinha, o boom da produção aconteceu após a implantação da Copesbra, fábrica de capital japonês, em 1958.

## A Copesbra
A Companhia de Pesca do Norte do Brasil, conhecida pela sigla Copesbra, embora oficialmente considerada brasileira, era uma subsidiária da Nippon Reizo KK, de Tóquio, Japão. Sua única fábrica esteve situada em Costinha, no município paraibano de Lucena. A empresa tinha escritório na rua Cardoso Vieira, 17, centro de João Pessoa, e a diretoria geral das atividades brasileiras estava em Recife. Possuia ainda filial em Belém, Pará, cujo foco era a pesca em grande escala de camarões e peixe da espécie piramutaba.
A Nippon Reizo Kabushiki Kaisha detinha 40% das ações, enquanto que o controle acionário brasileiro ocorreu em 1957, quando Sr. Samuel Galvão, seu primeiro proprietário, adquiriu os 60% restante das ações. Nesse ano, a captura se restringia a algo em torno de 50 baleias por temporada, que durava seis meses do ano (que começava em 20 de junho e ia até 19 de dezembro). Em 1958 a empresa operava com dois navios modernos e capturava 500 baleias por temporada. Já os dados de anos posteriores revelam-se mais incisivos: em 1968, 560 baleias foram caçadas, e em 1969 mais de 750. Já em 1970, mais de 800. Até o fim de setembro, a Copesbra havia pescado quase 450 baleias-minke.
Em 1974 a Copesbra havia pescado um total de 793 baleias, das quais 761 foram da espécie minke, 3 espadarte e 29 cachalote, das quais foram retirados o óleo, a carne (que também servia para fazer charque e toucinho), a farinha de osso e as barbatanas. A farinha de osso era utilizada na agricultura para adubar as plantações sobretudo de pimenta-do-reino no Pará. Já o óleo e a carne eram exportadas para o Japão, já que nunca foram muito apreciados pela população local, apesar do preço competitivo em relação à carne do boi (custava dois terços desta).
Tal informação é corroborada pelo parecer contido no relatório da Câmara dos Deputados de 1986:
Nas feiras livres dos 171 municípios paraibanos não havia, em 1982, sequer dez pontos de venda de carne de baleia; além disso, no município de Costinha, onde se encontra instalada a fábrica de beneficiamento da empresa, uma pesquisa feita em 400 residências mostrou que apenas eventualmente a carne do cetáceo fazia parte da dieta alimentar dos moradores.
A Copesbra foi a única empresa a operar no país que se dedicava exclusivamente à caça à baleia. Encerrou suas atividades no país após o decreto proibindo a pesca do cetáceo, em 1985.

## Proibição à caça

### Assinatura de decreto-lei em 1985

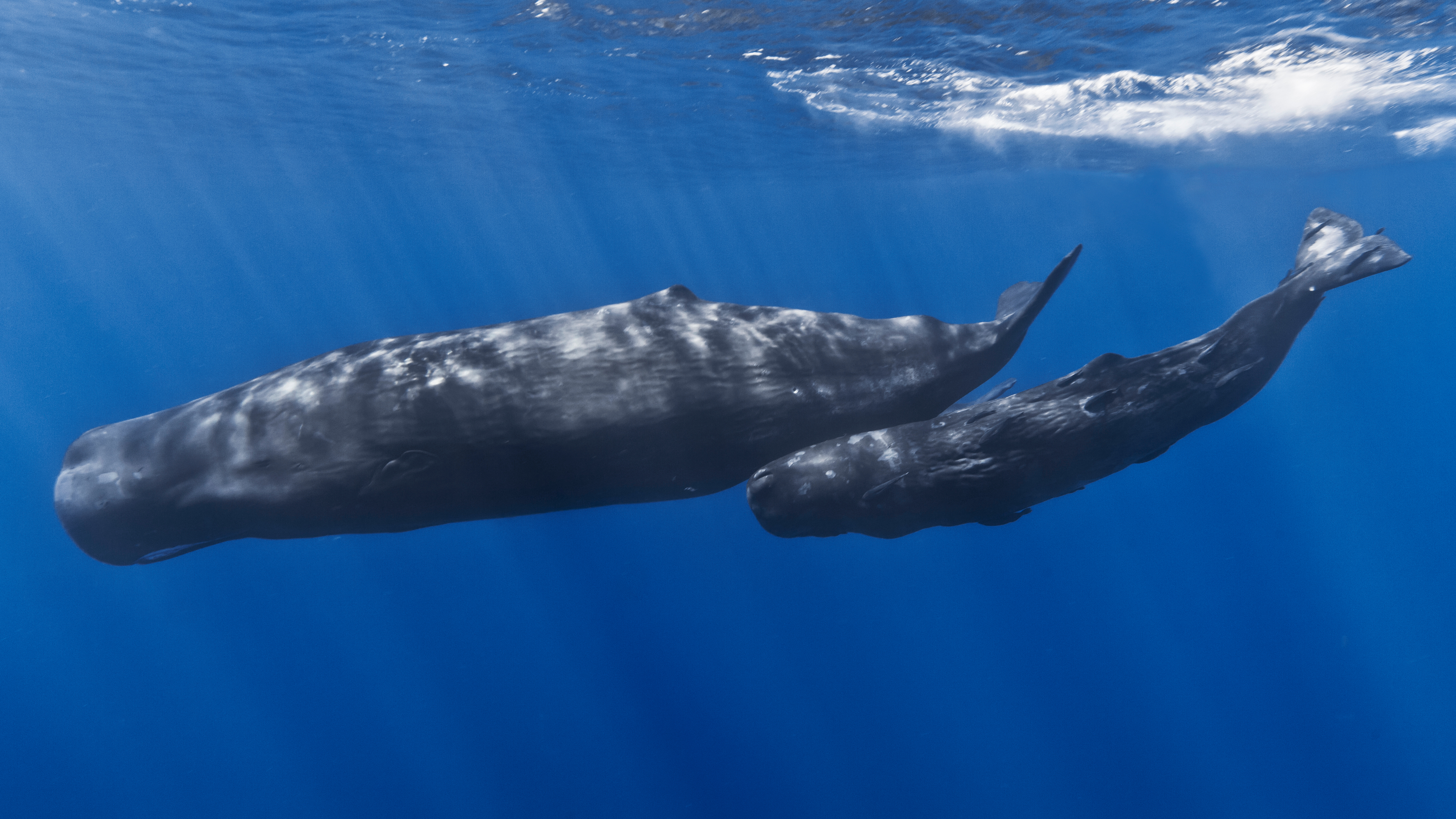
Cachalote fêmea com seu filhote

Em 20 de dezembro de 1985 o então presidente José Sarney assinou o decreto-lei nº 92.185 que previa uma moratória à caça a princípio por cinco anos. a pesca da baleia no Brasil. O país começou a seguir a partir de então o que preconiza a Comissão Baleeira Internacional, que na época era integrado por 40 países.
As baleias migram todo ano para as águas quentes do Nordeste brasileiro para dar à luz, vindas da fria Antártida. A ameaça de extinção era portanto iminente, já que a maior parte das baleias caçadas eram espécimes fêmeas e prenhes, o que se constatava ao abrir seus ventres quando do processamento da carne. Só no ano da proibição, em 1985, a fábrica havia caçado 598 animais, cuja carne era exportada, juntamente com o toucinho e as cartilagens, para o mercado japonês.
No livro Antártida: a última terra, do jornalista Ulisses Capozoli, pode-se ler o seguinte trecho sobre tal caça:
Um diretor da empresa (...) assegurava que nenhuma fêmea grávida era abatida. Porém, ele nunca conseguiu explicar como os operadores de arpão reconhecem uma fêmea grávida em meio a um grupo de baleias mergulhadas no mar. No passado, a captura e o corte da baleia na Paraíba serviam de atração turística. Após o apedrejamento dos homens que trabalhavam no esquartejamento dos animais, a Copesbra decidiu suspender a demonstração. A partir daí, só jornalistas 'de confiança', dispostos a defender os interesses da empresa, podiam embarcar nos seus navios baleeiros.
A pesca no Brasil perdia em números apenas para a União Soviética e o Japão. Doze espécies eram caçadas na costa brasileira, entre elas a minke.

### Falência da Copesbra
Após o decreto de proibição à caça, a fábrica decreta falência e demite seus 112 funcionários fixos, entre os quais seis trabalhadores vindos diretamente do Japão para trabalhar na atividade, alguns com esposa e filhos.